# Бобрицька сільська рада (Білопільський район)
Бо́брицька сільська́ ра́да — колишній орган місцевого самоврядування в Білопільському районі Сумської області. Адміністративний центр — село Бобрик.

## Загальні відомості
- Населення ради: 712 особи (станом на 2001 рік)

## Населені пункти
Сільській раді були підпорядковані населені пункти:
- с. Бобрик
- с. Піщане
- с. Руда

### Колишні населені пункти
- с. Старозінів, зняте з обліку 2007

## Склад ради
Рада складалася з 12 депутатів та голови.
- Голова ради: Синиця Вікторія Олександрівна
- Секретар ради: Лисаченко Яна Миколаївна

### Керівний склад попередніх скликань
| Прізвище, ім'я, по батькові   | Основні відомості                                                                                  | Дата обрання | Дата звільнення |
| ----------------------------- | -------------------------------------------------------------------------------------------------- | ------------ | --------------- |
| Синиця Вікторія Олександрівна | Сільський голова, 1968 року народження, освіта середня спеціальна, позапартійна                    | 26.03.2006   | 31.10.2010      |
| Синиця Вікторія Олександрівна | Сільський голова, 1968 року народження, освіта середня спеціальна, Політична партія «Наша Україна» | 31.10.2010   |                 |

Примітка: таблиця складена за даними сайту Верховної Ради України